# Лебединое озеро (бухта)
Лебединое озеро (или Куран, Тапауза) — бухта на восточном берегу залива Восток залива Петра Великого Японского моря, у западного берега полуострова Трудный. Расположена на территории Находкинского городского округа и Партизанского района Приморского края, в 8—9 км к западу от города Находки.
Бухта к северо-востоку от мыса Подосёнова имеет отмелые песчаные берега. Морской грунт напротив протоки в озеро Лебединое на расстоянии до 350 м от берега представлен крупным и средним песком с галькой и гравием. Северный берег мыса Подосёнова полого спускается к морю. В северной части и у мыса Подосёнова прибрежная полоса занята валунами.
Название Тапауза приводится краеведом Мараткановым: рядом расположено озеро Лебединое, прежде называлось Тапауза (от китайского Дапоцзы — «Большое озеро»). На побережье у озера Лебединого, в 8—9 км к западу от Находки, находится поселение раннего железного века, принадлежащее янковской культуре. Согласно Лоции лейтенанта Де-Ливрона (1901) к северу от мыса Подосёнова образовалась открытая к западу заводь с отмелым песчаным побережьем, переходящим далее внутрь в луговую низменность с озером в ней. В прошлом у северного берега мыса Подосёнова существовал выселок Тапауза, который в 1926 году входил в Тивангоуский сельский совет. Вблизи северного берега бухты находился хутор Восточный, входивший в Восточный сельский совет. Берега бухты входили в ныне утраченную особо охраняемую природную территорию рекреационного назначения «Юго-западное побережье залива Петра Великого» (1998—2008).
В летний сезон участок побережья у протоки из озера Лебединого становится местом отдыха туристов. Данный участок является местом поступления метаболитной органики с хозяйственно-бытовым и фекальным стоком. При обследовании залива Восток в августе—сентябре 2002 года район напротив протоки из озера Лебединого по числу колоний энтеробактерий в поверхностных водах относился к категории «очень сильного загрязнения».